# Allopachria holmeni
Allopachria holmeni là một loài bọ cánh cứng trong họ Bọ nước. Loài này được Wewalka miêu tả khoa học năm 2000.